# Американо-габонские отношения
Американо-габонские отношения — двусторонние дипломатические отношения между США и Габоном.

## История
Частный капитал США почти полностью сосредоточен в секторе нефти и природных ресурсов Габона и был привлечен в эту страну ещё до обретения ей независимости от Франции. Дипломатические отношения между государствами были установлены после обретения Габоном независимости от Франции в 1960 году. Несмотря на обретение независимости, эти две страны остались близкими союзниками, и в течение 1960-х годов Франция полагалась на Габон как на единственный источник урана и основной источник нефти. В феврале 1964 года французские войска помогли осуществить государственный переворот в Габоне в 1964 году, и граждане Франции распространили слухи о причастности США к этому перевороту, что привело к взрывам в посольстве США в Либревиле в 1964 году.
После прихода к власти президента Габона Омара Бонго в 1967 году США сохранили дипломатические отношения с этой страной, несмотря на начавшиеся в ней автократические тенденции. В 1987 году президент Омар Бонго посетил Вашингтон с официальным визитом.
В сентябре 2002 года государственный секретарь США Колин Пауэлл осуществил краткий, но исторический визит в Габон, чтобы привлечь внимание к вопросам защиты окружающей среды и сохранения биоразнообразия в регионе Центральной Африки. За этим последовал визит в Белый дом президента Омара Бонго в мае 2004 года. Соединённые Штаты импортируют значительную часть габонской сырой нефти и марганца, а также экспортируют тяжелое строительное оборудование, самолёты и машинное оборудование в Габон. В рамках  программы международного военного образования и подготовки Соединённые Штаты ежегодно проводят военную подготовку военнослужащих вооружённых сил Габона. Другая двусторонняя помощь включает в себя финансирование небольших грантов для развития демократии и соблюдения прав человека и проектов по сохранению культурного наследия.
В 2016 году начались протесты в Габоне после предположительно сфальсифицированных президентских выборов. США выразили «озабоченность» насчёт массовых арестов членов оппозиции в Габоне и своей поддержкой посреднической группы Африканского союза.

## Посольство
К основным официальным лицам США в посольстве в Либревиле относятся: посол Эрик Д. Бенджаминсон с декабря 2010 года, заместитель главы миссии Натан Холт, управляющий — Чарльз Моррилля, сотрудник по связям с общественностью — Джон Коррао, военный атташе Рене Дешен, сотрудник консульства — Грейс Дженуино.

## Торговля
В экономике Габона преобладает экспорт нефти, хотя правительство старается развивать другие отрасли, в частности агропромышленный комплекс. Большинство иностранных инвестиций, включая инвестиции из США, направлены в нефтяную и добывающую промышленность. Экспорт из США в Габон: оборудование, сельскохозяйственная продукция, транспортные средства, оптические и медицинские инструменты. Импорт США из Габона: сырая нефть, марганцевая руда, сельскохозяйственная продукция, древесина.